# Ильинское (село, городской округ Домодедово)
Ильинское — село в Московской области. Входит в городской округ Домодедово.
Расположено у юго-восточных окраин города Домодедово, в 5 км к юго-востоку от его микрорайона Барыбино.

## История
Село упоминается впервые в духовной грамоте великого князя Ивана Даниловича Калиты в 1339 году под названием Скулнев: «Се дал есмь своему болшему Семену: Можаеск, Коломьну со всеми Коломеньскими волостями…, деревни Маковецъ, Левичин, Скулнев…», где Семён — старший сын Ивана Калиты. Много позже здесь была построена первая деревянная церковь во имя Ильи Пророка, после чего деревня стала называться селом Ильинское. В 1853 году в селе Ильинское была построена первая каменная церковь.
До 1994 года село входило в Лобановский сельсовет, с 1994 до 2007 год — в Лобановский сельский округ Домодедовского района.

## Население
| 2002 | 2010  | 2021  |
| ---- | ----- | ----- |
| 5648 | ↘5276 | ↘4909 |